# Julien Viale
Julien Viale est un footballeur français né le 13 février 1982 à Lyon. Formé à l'Olympique lyonnais, il joue au poste d'attaquant.

## Biographie
Remarqué lors d'un tournoi en salle remporté par le club de son village, Irigny, face à Lyon, Julien Viale signe sa première licence à l'OL à sept ans. 
Après avoir été champion de France des 17 ans en 2000 avec l'OL, il est sur le banc lors de la victoire mémorable de l'Olympique lyonnais face au Bayern Munich en Ligue des champions, le 6 mars 2001. En finale du Championnat de France des réserves professionnelles 2002-2003, Viale ouvre le score en prolongation et participe à la victoire des siens (2-0). Il fait partie de l’effectif professionnel à partir de 2003. 
Il est prêté au Stade de Reims pendant la saison 2004-2005. Il joue ensuite deux ans au FC Istres où il ne peut pas empêcher la descente du club en National.
Il signe ensuite à l'AC Ajaccio de 2008 à 2011.
Au mercato 2011 il rejoint le Stade lavallois après un essai concluant.  Il avait déjà été en contact le club mayennais en 2005. Il y marquera plus de 20 buts en deux saisons.
En juin 2013, il signe à l'AJ Auxerre.
Lors de la saison 2014-2015, il inscrit deux triplés : contre Nancy en Coupe de la Ligue puis contre Dijon lors de la 22e journée de Ligue 2. À la suite de son triplé contre Dijon, il est nommé pour le titre de "meilleur joueur de Ligue 2 du mois de janvier" mais n'est pas élu, le trophée revenant à Jonathan Kodjia.
Il effectue deux dernières saisons au Stade lavallois avant de mettre un terme à sa carrière.

## Palmarès
Julien Viale remporte son premier trophée en équipe de jeune en étant champion de France des moins de 17 ans avec l'Olympique lyonnais en 2000.
Il remporte ensuite ces premiers trophées professionnel d'abord avec deux trophées des champions en 2003 et 2004 avec l'Olympique lyonnais. Il est ensuite champion de France à deux reprises consécutivement en 2004 et 2005.
Il est finaliste de la Coupe de France 2015 avec l'AJ Auxerre mais battu par le Paris SG. Il est également champion de CFA 2 en 2015 avec l'équipe réserve de l'AJ Auxerre.